# Simply the Best (album Tine Turner)
Simply the Best je kompilacija hitova američke pjevačice Tine Turner.

## Popis pjesama
1. "The Best" (7" edit) - 4:10
2. "What's Love Got to Do with It" - 3:50
3. "I Can't Stand the Rain" - 3:44
4. "I Don't Wanna Lose You" - 4:18
5. "Nutbush City Limits" (The 90s Version) - 3:44
6. "Let's Stay Together" (7" edit - 3:39
7. "Private Dancer" (7" edit) - 4:01
8. "We Don't Need Another Hero (Thunderdome)" (7" edit) - 4:14
9. "Better Be Good to Me" (7" edit) - 3:40
10. "River Deep – Mountain High" (Ike & Tina Turner) - 3:37
11. "Steamy Windows" - 4:02
12. "Typical Male" - 4:14
13. "It Takes Two" (s Rodom Stewartom) - 4:13
14. "Addicted to Love" (uživo u Londonu 1986.) - 5:10
15. "Be Tender with Me Baby" - 4:17
16. "I Want You Near Me" - 3:53
17. "Way of the World" - 4:19
18. "Love Thing" - 4:28